# Liste der denkmalgeschützten Objekte im Okres Litoměřice
Grundlage dieser Liste der denkmalgeschützten Objekte im Okres Litoměřice ist die ÚSKP-Liste (tschechisch Ústřední seznam kulturních památek České republiky ‚Zentrale Liste der Kulturdenkmäler der Tschechischen Republik‘), die von der tschechischen Denkmalschutzbehörde NPÚ (tschechisch Národní památkový ústav ‚Nationale Denkmalbehörde‘) seit 1987 geführt wird und an die seit dem Jahre 1850 geschaffenen Listen anschließt.
Die folgenden Angaben ersetzen nicht die rechtsverbindliche Auskunft der Denkmalbehörde.
Die denkmalgeschützten Objekte werden hier für die einzelnen Gemeinden im Okres Litoměřice aufgelistet. Außerdem gibt es separate Listen für folgende Orte: 
- Liste der denkmalgeschützten Objekte in Bohušovice nad Ohří
- Liste der denkmalgeschützten Objekte in Brozany nad Ohří
- Liste der denkmalgeschützten Objekte in Budyně nad Ohří
- Liste der denkmalgeschützten Objekte in Doksany
- Liste der denkmalgeschützten Objekte in Chotiněves
- Liste der denkmalgeschützten Objekte in Křešice
- Liste der denkmalgeschützten Objekte in Liběšice u Litoměřic
- Liste der denkmalgeschützten Objekte in Libochovice
- Liste der denkmalgeschützten Objekte in Litoměřice
- Liste der denkmalgeschützten Objekte in Mšené-lázně
- Liste der denkmalgeschützten Objekte in Polepy
- Liste der denkmalgeschützten Objekte in Roudnice nad Labem
- Liste der denkmalgeschützten Objekte in Snědovice
- Liste der denkmalgeschützten Objekte in Štětí
- Liste der denkmalgeschützten Objekte in Terezín
- Liste der denkmalgeschützten Objekte in Třebenice
- Liste der denkmalgeschützten Objekte in Třebušín
- Liste der denkmalgeschützten Objekte in Úštěk
- Liste der denkmalgeschützten Objekte in Velemín
- Liste der denkmalgeschützten Objekte in Žitenice

## Bechlín (Bechlin)
| Lage                  | Objekt            | Beschreibung      | ÚSKP-Nr.                  | Bild           |
| --------------------- | ----------------- | ----------------- | ------------------------- | -------------- |
| Bechlín (Standort)    | Kirche St. Wenzel | Kirche St. Wenzel | 30407/5-1920 Info Katalog | weitere Bilder |
| Bechlín 12 (Standort) | Bauernhaus Nr. 12 | Bauerngehöft      | 31339/5-1921 Info Katalog | weitere Bilder |
| Bechlín 73 (Standort) | Pfarrhaus         | Pfarrhaus         | 34531/5-4750 Info Katalog | weitere Bilder |

## Brňany(Brnian)
| Lage                 | Objekt            | Beschreibung | ÚSKP-Nr.                  | Bild              |
| -------------------- | ----------------- | --- | ------------------------- | ----------------- |
| Brňany 1 (Standort)  | Schloss Brňany    | Spätbarockes Schloss Brnian, erbaut von Jakub Wimmer (1754–1822) in der zweiten Hälfte des 18. Jahrhunderts, ältere Bauaufträge (vor 1782) werden mit dem Besitz des Klosters Doxan in Verbindung gebracht. Die letzten Umbauten erfolgten zu Beginn des 20. Jahrhunderts, die das heutige Erscheinungsbild im Jugendstil bestimmten. Einzeldenkmale sind: Schloss, Getreidespeicher, Wirtschaftsgebäude I bis VIII, Umfassungsmauer und Schlosspark. | 16907/5-1935 Info Katalog | weitere Bilder    |
| Brňany 5 (Standort)  | Bauernhaus Nr. 5  | Bauerngehöft | 23079/5-1936 Info Katalog | Bauernhaus Nr. 5  |
| Brňany 29 (Standort) | Bauernhaus Nr. 29 | Bauerngehöft | 28134/5-1937 Info Katalog | Bauernhaus Nr. 29 |

## Brzánky(Bresanken)
| Lage                  | Objekt              | Beschreibung | ÚSKP-Nr.                  | Bild                |
| --------------------- | ------------------- | ------------ | ------------------------- | ------------------- |
| Brzánky 22 (Standort) | Bauernhaus Nr. 22   | Bauerngehöft | 41779/5-4537 Info Katalog | Bauernhaus Nr. 22   |
| Brzánky 18 (Standort) | Bauernhaus Nr. 18   | Bauerngehöft | 32820/5-2109 Info Katalog | Bauernhaus Nr. 18   |
| Brzánky 10 (Standort) | Speicher bei Nr. 10 | Speicher     | 18153/5-2110 Info Katalog | Speicher bei Nr. 10 |
| Brzánky 21 (Standort) | Bauernhaus Nr. 21   | Bauerngehöft | 15335/5-4536 Info Katalog | Bauernhaus Nr. 21   |

## Býčkovice(Pitschkowitz)
| Lage                                              | Objekt              | Beschreibung | ÚSKP-Nr.                  | Bild            |
| ------------------------------------------------- | ------------------- | --- | ------------------------- | --------------- |
| Býčkovice, vor dem Haus če. 29 (Standort)         | Nischenkapelle      | Nischenkapelle | 26599/5-1970 Info Katalog | Nischenkapelle  |
| Býčkovice 22 (Standort)                           | Haus Nr. 22         | Bauerngehöft | 25744/5-4542 Info Katalog | weitere Bilder  |
| Býčkovice, beim ehem. Pfarrhaus čp. 36 (Standort) | Nischenkapelle      | Nischenkapelle | 104336 Info Katalog       | Nischenkapelle  |
| Býčkovice, im Dorf (Standort)                     | Nischenkapelle      | Nischenkapelle | 14787/5-1969 Info Katalog | Nischenkapelle  |
| Býčkovice 36 (Standort)                           | Ehem. Pfarrhaus     | Bauerngehöft, ehem. Pfarrhaus | 16113/5-1972 Info Katalog | Ehem. Pfarrhaus |
| Velký Újezd 1 (Standort)                          | Schloss Velký Újezd | Schloss Velký Újezd (Großaujezd), erbaut im 16. Jahrhundert unter Jaroslav Kostomlatský von Vřesovice anstelle einer Renaissancefeste. Das Gut mit dem Schloss wurde zwischen 1656 und 1658 von den Dominikanern erneuert. Späterer Umbau im Empirestil. Schloss mit Mansarddach, Eingangstor zum Innenhof im frühbarocken Stil mit drei Nischen im oberen Teil, in denen Barockstatuen stehen. Einzeldenkmale sind: Schloss, Speicher, Wirtschaftsgebäude, Scheune und Eingangstor mit Skulpturen. | 42718/5-2434 Info Katalog | weitere Bilder  |

## Černěves(Tschernowes)
| Lage                | Objekt                | Beschreibung          | ÚSKP-Nr.                  | Bild           |
| ------------------- | --------------------- | --------------------- | ------------------------- | -------------- |
| Černěves (Standort) | Kirche des hl. Prokop | Kirche des hl. Prokop | 30535/5-1982 Info Katalog | weitere Bilder |

## Černouček(Tschernoutschek)
| Lage                    | Objekt                      | Beschreibung | ÚSKP-Nr.                  | Bild           |
| ----------------------- | --------------------------- | --- | ------------------------- | -------------- |
| Černouček (Standort)    | Kirche des hl. Bartholomäus | Kirche des hl. Bartholomäus – einschiffige spätbarocke Kirche an der Stelle einer älteren gotischen Kirche aus dem 14. Jahrhundert, errichtet 1769–1774 von A. Schmied. Vor der Westfassade steht eine Barockstatue des hl. Johannes von Nepomuk. Ovales Kirchenschiff mit halbkreisförmigem Presbyterium sowie Turm an der Westfassade. | 31700/5-1976 Info Katalog | weitere Bilder |
| Černouček 14 (Standort) | Pfarrhaus                   | Pfarrhaus | 33037/5-1978 Info Katalog | weitere Bilder |

## Chodouny(Chodaun)
| Lage                                 | Objekt              | Beschreibung | ÚSKP-Nr.                  | Bild              |
| ------------------------------------ | ------------------- | --- | ------------------------- | ----------------- |
| Chodouny (Standort)                  | Nepomukstatue       | Statue des hl. Johannes von Nepomuk | 46043/5-2057 Info Katalog | Nepomukstatue     |
| Chodouny 15, am Dorfplatz (Standort) | Bauernhaus Nr. 15   | Bauerngehöft | 44052/5-5359 Info Katalog | Bauernhaus Nr. 15 |
| Lounky (Standort)                    | Kirche St. Nikolaus | Kirche St. Nikolaus in Lounky (Launken) – Areal der Friedhofskirche auf einem künstlich erhöhten Hügel aus dem Ende des 13. Jahrhunderts, erneuert um 1400 sowie in der Barockzeit. Einzeldenkmale sind: Kirche, Treppenanlage, Einfriedungsmauer, Glockenturm (mit Fachwerk-Obergeschoss) und Friedhofskapelle. | 31517/5-2165 Info Katalog | weitere Bilder    |
| Lounky 13 (Standort)                 | Bauernhaus Nr. 13   | Bauerngehöft | 30807/5-2166 Info Katalog | Bauernhaus Nr. 13 |

## Chodovlice(Chodolitz)
| Lage                     | Objekt                   | Beschreibung | ÚSKP-Nr.            | Bild           |
| ------------------------ | ------------------------ | --- | ------------------- | -------------- |
| Chodovlice 45 (Standort) | Lucky-Mühle (Lucký mlýn) | Wassermühle, genannt Lucky-Mühle, am Modla-Bach – zweistöckiges Backsteingebäude mit einem hinteren dreistöckigen Anbau. Um 1620 Luční mlýn (Wiesenmühle) als Eigentum des St.-Georgs-Klosters, seit 1720 im Besitz der Familie Šašek, erneuert im Barockstil, Umbauten im Stil des Historismus in der zweiten Hälfte des 19. Jahrhunderts. Einzeldenkmale: Mühle, Ausgedinge, Speicher, Kuhstall, Ochsenstall, Maststall, Hühnerstall, Scheunen, Obsttrockner, Hof, Umfassungsmauer mit Tor, Mühlgraben und Kruzifix. | 102906 Info Katalog | weitere Bilder |

## Chotěšov(Chotieschau)
| Lage                               | Objekt                   | Beschreibung | ÚSKP-Nr.                  | Bild             |
| ---------------------------------- | ------------------------ | --- | ------------------------- | ---------------- |
| Chotěšov (Standort)                | Kirche Mariä Himmelfahrt | Kirche Mariä Himmelfahrt – ursprünglicher gotischer Bau aus dem 13. Jahrhundert, in den Jahren 1730–1737 unter der Leitung des Raudnitzer Baumeisters Pietro Paolo Columbani (um 1682–1748) durch einen Neubau im Barockstil ersetzt. | 21881/5-2058 Info Katalog | weitere Bilder   |
| Chotěšov (Standort)                | Brunnen (Studna)         | Brunnen | 31995/5-2059 Info Katalog | Brunnen (Studna) |
| Chotěšov 37, im Zentrum (Standort) | Pfarrhaus                | Pfarrhaus | 49633/5-5827 Info Katalog | Pfarrhaus        |

## Chotiměř(Kottomir)
| Lage | Objekt           | Beschreibung   | ÚSKP-Nr.                  | Bild             |
| --- | ---------------- | -------------- | ------------------------- | ---------------- |
| Chotiměř, an der Kreuzung der Straße nach Velemín, etwa 500 m südwestlich des Zentrums von Chotiměř (Standort) | Nischenkapelle   | Nischenkapelle | 46410/5-2060 Info Katalog | weitere Bilder   |
| Chotiměř 7 (Standort)                                                                                          | Bauernhaus Nr. 7 | Bauerngehöft   | 32180/5-2061 Info Katalog | Bauernhaus Nr. 7 |

## Chudoslavice(Kuteslawitz)
| Lage                                  | Objekt           | Beschreibung                                                                                            | ÚSKP-Nr.                  | Bild             |
| ------------------------------------- | ---------------- | --- | ------------------------- | ---------------- |
| Chudoslavice 7 (Standort)             | Bauernhaus Nr. 7 | Bauerngehöft (nicht mehr vorhanden), es stand im rechten Teil des Bildes rechts von der Bushaltestelle. | 21417/5-2072 Info Katalog | Bauernhaus Nr. 7 |
| Chudoslavice 3 (Standort)             | Bauernhaus Nr. 3 | Bauerngehöft                                                                                            | 36009/5-2073 Info Katalog | Bauernhaus Nr. 3 |
| Chudoslavice 34, Dorfplatz (Standort) | Speicher         | Speicher                                                                                                | 54664/5-4566 Info Katalog | Speicher         |

## Čížkovice(Tschischkowitz)
| Lage                            | Objekt                             | Beschreibung | ÚSKP-Nr.                  | Bild             |
| ------------------------------- | ---------------------------------- | --- | ------------------------- | ---------------- |
| Čížkovice (Standort)            | Statue Ecce Homo                   | Statue Ecce Homo oder Ruhender Christus | 14284/5-1985 Info Katalog | Statue Ecce Homo |
| Čížkovice (Standort)            | Nepomukstatue                      | Statue des hl. Johannes von Nepomuk | 30702/5-1986 Info Katalog | Nepomukstatue    |
| Čížkovice (Standort)            | Pfarrkirche St. Jakobus der Ältere | Kirche des hl. Jakobus, errichtet 1675–1677 nach einem Entwurf von Giulio Broggio (1628–1718) als Barockkirche mit freistehendem Glockenturm. Einschiffige Kirche mit rechteckigem Kirchenschiff, schmalerem Presbyterium und zwei Sakristeien. Die Fassaden sind durch Pilaster und Lisenen gegliedert, über dem Haupteingang befindet sich ein Wappen-Relief.                                                                                                 | 26600/5-1984 Info Katalog | weitere Bilder   |
| Čížkovice 1 (Standort)          | Schloss Čížkovice                  | Schloss Tschischkowitz, urspr. eine Feste, errichtet 1658–1665 mit Umbauten im 19. Jahrhundert. Gestaltet als barockes Herrenhaus mit einem Park als wesentlicher Bestandteil des historischen Ortszentrums. Ein dreiflügeliges zweistöckiges Gebäude auf U-förmigen Grundriss, mit einem Turm als Dachreiter und folgenden Einzeldenkmalen: Schloss Nr. 1, Park, Quelle mit Pavillon, Einfriedung mit Tor, Pavillon (Altan) sowie einem ehemaligen Parkanteil. | 46525/5-1983 Info Katalog | weitere Bilder   |
| Želechovice, im Dorf (Standort) | Bildstock                          | Bildstock in Želechovice (Zelechowitz) | 42996/5-2403 Info Katalog | Bildstock        |

## Ctiněves (Ctiniowes)
| Lage                   | Objekt            | Beschreibung   | ÚSKP-Nr.                  | Bild           |
| ---------------------- | ----------------- | -------------- | ------------------------- | -------------- |
| Ctiněves (Standort)    | Matthäuskirche    | Matthäuskirche | 19534/5-1974 Info Katalog | weitere Bilder |
| Ctiněves 13 (Standort) | Bauernhaus Nr. 13 | Bauerngehöft   | 34878/5-1975 Info Katalog | weitere Bilder |

## Děčany(Dietschan)
| Lage                 | Objekt            | Beschreibung | ÚSKP-Nr.                  | Bild              |
| -------------------- | ----------------- | --- | ------------------------- | ----------------- |
| Semeč (Standort)     | Donatus-Statue    | Statue des hl. Donatus in Semeč (Semtsch), vermutlich bezogen auf den Bischof Donatus von Arezzo, Barockstatue von 1735. | 42986/5-1987 Info Katalog | Donatus-Statue    |
| Solany 40 (Standort) | Bauernhof Nr. 40  | Landwirtschaftlicher Hof in Solany (Solan)                                                                               | 42427/5-2312 Info Katalog | Bauernhof Nr. 40  |
| Solany (Standort)    | Kirche St. Martin | Kirche St. Martin, aus dem 14. Jahrhundert, 1766 umgebaut                                                                | 43456/5-2309 Info Katalog | weitere Bilder    |
| Solany 47 (Standort) | Bauernhaus Nr. 47 | Bauerngehöft | 43467/5-2311 Info Katalog | Bauernhaus Nr. 47 |

## Dlažkovice(Dlaschkowitz)
| Lage                                                         | Objekt                 | Beschreibung | ÚSKP-Nr.                  | Bild           |
| ------------------------------------------------------------ | ---------------------- | --- | ------------------------- | -------------- |
| Dlažkovice (Standort)                                        | Kirche St. Wenzel      | Kirche St. Wenzel – einschiffige frühbarocke Kirche von 1672–1675 von Giulio Broggio mit Segmentgiebel, reichhaltig gestaltetem Eingangsportal und Walmdach sowie separatem Glockenturm, auf einer erhöhten Terrasse mit Stützmauer. Einzeldenkmale: Kirche, Glockenturm, Umfassungsmauer und Brunnen.                                                                         | 35324/5-1988 Info Katalog | weitere Bilder |
| Dlažkovice 14, nördlich von der Kirche (Standort)            | Pfarrhaus              | Pfarrhaus von 1793 | 14182/5-4544 Info Katalog | Pfarrhaus      |
| Dlažkovice, auf der östlichen Seite der Kirche (Standort)    | Statue der hl. Barbara | Statue der hl. Barbara | 50795/5-5885 Info Katalog | weitere Bilder |
| Dlažkovice, am Dorfplatz, westlich von der Kirche (Standort) | Nepomukstatue          | Statue des hl. Johannes von Nepomuk | 36291/5-1990 Info Katalog | Nepomukstatue  |
| Dlažkovice, im Garten von Nr. 54 (Standort)                  | Nepomukstatue          | Statue des hl. Johannes von Nepomuk | 18599/5-1991 Info Katalog | BW             |
| Dlažkovice 1 (Standort)                                      | Schloss Dlažkovice     | Schloss Dlaschkowitz, errichtet um 1673 und 1713–1717 von Giulio Broggio (1628–1718) und Octavio Broggio (1670–1742) und mit einem Umbau im Empirestil von 1810. Ein frühbarockes Schloss mit zweistöckiger Hauptfassade mit reichem Stuckdekor und Mansarddach, das auf einer Geländewelle liegt und aus zwei rechteckigen Gebäuden besteht, die senkrecht zueinander stehen. | 10890/5-1989 Info Katalog | weitere Bilder |
| Dlažkovice, am Friedhof, nördlich vom Ort (Standort)         | Vier Grabsteine        | Gruppe von vier Grabsteinen, die Inschriften sind nicht mehr lesbar. - Grabstein I (flach, mit halbkreisförmiger Oberseite) - Grabstein II (flach, mit halbkreisförmiger Nische) - Grabstein III (massiv, mit quadratischem Sockel und dekorativer quadratischer „Krone“) - Grabstein IV (flach, mit dreieckigem Dach)                                                         | 26023/5-1992 Info Katalog | BW             |

## Dobříň(Doberschin)
| Lage                          | Objekt                     | Beschreibung                                                            | ÚSKP-Nr.                  | Bild           |
| ----------------------------- | -------------------------- | ----------------------------------------------------------------------- | ------------------------- | -------------- |
| Dobříň, V Zátiší 4 (Standort) | Geburtshaus von Josef Hora | Wohnhaus – Geburtshaus von Josef Hora (1891–1945) mit einer Gedenktafel | 20224/5-1993 Info Katalog | weitere Bilder |

## Dolánky(Dolanek)
| Lage                                    | Objekt                                        | Beschreibung | ÚSKP-Nr.                  | Bild           |
| --------------------------------------- | --------------------------------------------- | --- | ------------------------- | -------------- |
| Dolánky nad Ohří (Standort)             | Kirche des hl. Ägidius (Kostel svatého Jiljí) | Kirche des hl. Ägidius, der ursprüngliche gotische Bau wurde ab 1675 durch Antonio della Porta (um 1631–1702) barock umgestaltet | 23658/5-2003 Info Katalog | weitere Bilder |
| Dolánky nad Ohří, bei Nr. 97 (Standort) | Bildstock                                     | Bildstock | 47658/5-2004 Info Katalog | Bildstock      |
| Dolánky nad Ohří, am Brunnen (Standort) | Marienkapelle                                 | Marienkapelle | 47659/5-2005 Info Katalog | Marienkapelle  |
| Dolánky nad Ohří 52 (Standort)          | Pfarrhaus                                     | Pfarrhaus | 47714/5-4752 Info Katalog | Pfarrhaus      |

## Drahobuz(Drahobus)
| Lage                    | Objekt               | Beschreibung                             | ÚSKP-Nr.                  | Bild                 |
| ----------------------- | -------------------- | ---------------------------------------- | ------------------------- | -------------------- |
| Drahobuz 49 (Standort)  | Haus Nr. 49          | Bauerngehöft                             | 31242/5-4550 Info Katalog | Haus Nr. 49          |
| Břehoryje 49 (Standort) | Haus Nr. 49          | Bauerngehöft in Břehoryje (Brehor)       | 14478/5-4538 Info Katalog | Haus Nr. 49          |
| Břehoryje 41 (Standort) | Bauernhaus Nr. 41    | Bauerngehöft                             | 21119/5-1949 Info Katalog | weitere Bilder       |
| Břehoryje 39 (Standort) | Rest von Haus Nr. 39 | Bauerngehöft – nur noch Reste des Hauses | 31434/5-4539 Info Katalog | Rest von Haus Nr. 39 |

## Dušníky(Duschnik)
| Lage                                                       | Objekt     | Beschreibung | ÚSKP-Nr.                  | Bild       |
| ---------------------------------------------------------- | ---------- | ------------ | ------------------------- | ---------- |
| Dušníky, an der Straße im oberen Teil des Dorfs (Standort) | Kapelle    | Kapelle      | 10224/5-5600 Info Katalog | Kapelle    |
| Dušníky 3 (Standort)                                       | Haus Nr. 3 | Bauerngehöft | 33076/5-4553 Info Katalog | Haus Nr. 3 |
| Dušníky 2 (Standort)                                       | Haus Nr. 2 | Bauerngehöft | 35045/5-2018 Info Katalog | Haus Nr. 2 |

## Evaň(Eywan)
| Lage            | Objekt                                          | Beschreibung          | ÚSKP-Nr.                  | Bild                                            |
| --------------- | ----------------------------------------------- | --------------------- | ------------------------- | ----------------------------------------------- |
| Evaň (Standort) | Kapelle des hl. Josef (Kaplička svatého Josefa) | Kapelle des hl. Josef | 19779/5-2026 Info Katalog | Kapelle des hl. Josef (Kaplička svatého Josefa) |
| Evaň (Standort) | Statue Ecce Homo                                | Statue Ecce Homo      | 23971/5-2027 Info Katalog | Statue Ecce Homo                                |

## Hlinná(Hlinay)
| Lage | Objekt              | Beschreibung                   | ÚSKP-Nr.                  | Bild                |
| --- | ------------------- | ------------------------------ | ------------------------- | ------------------- |
| Hlinná 12 (Standort)                                                                                         | Bauernhaus Nr. 12   | Bauerngehöft                   | 22641/5-2030 Info Katalog | weitere Bilder      |
| Hlinná, an der Kreuzung südlich des Dorfes, in der Nähe der Bushaltestelle Hlinná, Abzweig Tlučeň (Standort) | Kreuz               | Kreuz                          | 23449/5-2035 Info Katalog | Kreuz               |
| Lbín 32 (Standort)                                                                                           | Bauernhaus Nr. 32   | Bauerngehöft in Lbín (Welbine) | 29686/5-2034 Info Katalog | Bauernhaus Nr. 32   |
| Lbín, südlich vom Dorfplatz (Standort)                                                                       | Glockenturm – Gabel | Glockenturm – Gabel            | 14501/5-2033 Info Katalog | Glockenturm – Gabel |
| Lbín, südlich vom Dorf, auf einer Wiese westlich der Straße nach Mentaurov (Mentau) (Standort)               | Kruzifix            | Kruzifix                       | 54508/5-2032 Info Katalog | Kruzifix            |

## Horní Beřkovice(Ober Berschkowitz)
| Lage                         | Objekt                  | Beschreibung | ÚSKP-Nr.                  | Bild           |
| ---------------------------- | ----------------------- | --- | ------------------------- | -------------- |
| Horní Beřkovice 1 (Standort) | Schloss Horní Beřkovice | Schloss Berschkowitz – großes Barockschloss mit zwei Seitenflügeln, die einen großen Ehrenhof umschließen, erbaut in den Jahren 1738–1756. Ein Herrenhaus mit einer anspruchsvollen und reichen architektonischen Gestaltung und einem großen Park, der im frühen 19. Jahrhundert angelegt wurde. | 28586/5-2037 Info Katalog | weitere Bilder |

## Hoštka(Gastorf)
| Lage                  | Objekt                                                                  | Beschreibung | ÚSKP-Nr.                  | Bild                      |
| --------------------- | ----------------------------------------------------------------------- | --- | ------------------------- | ------------------------- |
| Hoštka (Standort)     | Dreifaltigkeitssäule                                                    | Dreifaltigkeitssäule | 33238/5-2043 Info Katalog | Dreifaltigkeitssäule      |
| Hoštka 141 (Standort) | Spital                                                                  | Spital | 33583/5-4751 Info Katalog | Spital                    |
| Hoštka (Standort)     | Kapelle Mariä Himmelfahrt                                               | Kapelle Mariä Himmelfahrt von 1756–1762 | 35490/5-2042 Info Katalog | Kapelle Mariä Himmelfahrt |
| Hoštka (Standort)     | Kirche des hl. Otmar mit Turm (Kostel svatého Otmara s hranolovou věží) | Kirche des hl. Otmar mit Turm | 23005/5-2041 Info Katalog | weitere Bilder            |
| Hoštka (Standort)     | Nepomukstatue                                                           | Statue des hl. Johannes von Nepomuk | 17756/5-2044 Info Katalog | Nepomukstatue             |
| Malešov (Standort)    | Kirche St. Georg                                                        | Kirche St. Georg in Malešov (Malschen) – ein wertvolles sakrales Gebäude mittelalterlichen Ursprungs. Das Presbyterium stammt aus dem 15. Jahrhundert, der massive Turm im Westen ist vermutlich romanisch. Die Fassaden wurden barock verändert. Das Presbyterium ist aus 15. Jahrhundert erhalten geblieben. | 31550/5-2168 Info Katalog | weitere Bilder            |

## Hrobce(Hrobetz)
| Lage                 | Objekt               | Beschreibung | ÚSKP-Nr.                  | Bild             |
| -------------------- | -------------------- | --- | ------------------------- | ---------------- |
| Rohatce (Standort)   | Allerheiligen-Kirche | Allerheiligen-Kirche in Rohatce (Rohatetz), erbaut 1744 nach Plänen von Octavio Broggio durch den Baumeister Pietro Paolo Columbani (um 1682–1748), mit späteren Umbauten von 1835 und 1880. | 19373/5-2266 Info Katalog | weitere Bilder   |
| Rohatce 8 (Standort) | Bauernhaus Nr. 8     | Bauerngehöft | 31730/5-2267 Info Katalog | Bauernhaus Nr. 8 |

## Jenčice(Jentschitz)
| Lage                | Objekt                        | Beschreibung | ÚSKP-Nr.                  | Bild           |
| ------------------- | ----------------------------- | --- | ------------------------- | -------------- |
| Košťálov (Standort) | Burg Košťálov (Hrad Košťálov) | Burgruine – Ruinen einer Burg vom Typ Donjon mit Wohnturm aus dem 14. Jahrhundert auf dem Berg Košťál (Kostial), im 16. Jahrhundert im Besitz der Kaplirz de Sulewicz (Kaplířové ze Sulevic), erhalten sind zwei Stockwerke des turmartigen Palas des oberen Schlosses. | 42777/5-2076 Info Katalog | weitere Bilder |

## Kamýk(Kamaik)
| Lage                                                    | Objekt                               | Beschreibung | ÚSKP-Nr.                  | Bild           |
| ------------------------------------------------------- | ------------------------------------ | --- | ------------------------- | -------------- |
| Kamýk 50 (Standort)                                     | Speicher mit Scheune bei Nr. 50      | Getreidespeicher mit Scheune Nr. 50. Reste eines rechteckigen Fachwerkhauses (dessen Holzrahmen mit Tonmörtel ausgefüllt): - Getreidespeicher mit Satteldach (im vorderen Bereich) - ehemalige Scheune (im hinteren Bereich des Gebäudes, ist heute nicht mehr vorhanden) | 16211/5-2080 Info Katalog | weitere Bilder |
| Kamýk, am Dorfplatz (Standort)                          | Kapelle                              | Kleine rechteckige Kapelle aus dem 19. Jahrhundert mit einem Satteldach, dreieckigen Giebeln und einer Laterne auf dem Dach, an den Seiten halbkreisförmige Fenster mit Fensterläden, ebenso wie der Eingang zur Kapelle. | 19217/5-2078 Info Katalog | Kapelle        |
| Kamýk, auf dem Hügel östlich vom Dorfzentrum (Standort) | Burg Kamýk (Hrad Kamýk)              | Burgruine Kamýk. Die Burg wurde erstmals 1319 erwähnt, von Johann Heinrich von Kamaik (Jan Jindřichův z Kamýku) erbaut, 1547 vergrößert, um 1600 aufgegeben und 1632 von den Sachsen und Schweden verwüstet. Nur noch der Rest eines fünfeckigen Turms auf einem Felsen und der Rest einer Mauer, im Südosten vermutlich der Rest eines Renaissance-Palastes. | 30883/5-2079 Info Katalog | weitere Bilder |
| Kamýk, südwestlich vom Plešivec (Standort)              | Kapelle des hl. Johannes des Täufers | Kapelle des hl. Johannes des Täufers - Die Kapelle wurde 1660 von der Markgräfin Anna Sylvia Katharina Caretto (1605–1664), der Witwe von Hermann Czernin von Chudenitz (1576–1651), an der Stelle der ursprünglichen Kapelle aus dem Jahr 1551 erbaut. Der Zentralbau auf dem Grundriss eines regelmäßigen Sechsecks mit einer Kuppel aus sechs Feldern wird von einer Laterne bekrönt. Zahlreiche architektonische Elemente weisen Bezüge zum Lobositzer Schloss auf, wie zum Beispiel die Ausführung der Ecken und die sechseckige Form ähnlich den Schlosspavillons. - Zur Kapelle gehörte urspr. eine Außenkanzel mit vier Reliefs in Renaissance- und Barockformen aus den Jahren 1660 und 1777. Sie wurde in der zweiten Hälfte des 20. Jahrhunderts zerstört. An der ursprünglichen Stelle befindet sich nur noch eine achteckige tragende Steinsäule. | 106269 Info Katalog       | weitere Bilder |

## Keblice(Keblitz)
| Lage                  | Objekt            | Beschreibung | ÚSKP-Nr.                  | Bild              |
| --------------------- | ----------------- | ------------ | ------------------------- | ----------------- |
| Keblice 7 (Standort)  | Bauernhaus Nr. 7  | Bauerngehöft | 31027/5-2083 Info Katalog | Bauernhaus Nr. 7  |
| Keblice 57 (Standort) | Bauernhaus Nr. 57 | Bauerngehöft | 36784/5-2082 Info Katalog | Bauernhaus Nr. 57 |

## Klapý(Klappay)
| Lage                | Objekt                              | Beschreibung | ÚSKP-Nr.                  | Bild              |
| ------------------- | ----------------------------------- | --- | ------------------------- | ----------------- |
| Klapý (Standort)    | Kirche des hl. Johannes des Täufers | Kirche des hl. Johannes des Täufers | 32285/5-2084 Info Katalog | weitere Bilder    |
| Klapý (Standort)    | Burg Hazmburk (Hrad Házmburk)       | Burgruine Hazmburk – die Burg wurde vor 1292 von den Lichtenburgern erbaut und 1335 von Johann von Luxemburg an die Familie Hase von Waldeck (Zajíc z Valdeka) verkauft. Nach der Burg benannte sich das dort ansässige Adelsgeschlecht Zajíc von Hasenburg. Erfolglose Belagerung durch die Hussiten am Ende des 15. Jahrhunderts, danach verlor die Burg ihre Bedeutung und wurde 1558 als verlassen an die Lobkowitzer verkauft. | 15718/5-2087 Info Katalog | weitere Bilder    |
| Klapý 24 (Standort) | Bauernhaus Nr. 24                   | Bauerngehöft | 46376/5-2086 Info Katalog | Bauernhaus Nr. 24 |

## Kostomlaty pod Řípem(Kostomlat unterm Georgsberg)
| Lage                            | Objekt                    | Beschreibung              | ÚSKP-Nr.                  | Bild           |
| ------------------------------- | ------------------------- | ------------------------- | ------------------------- | -------------- |
| Kostomlaty pod Řípem (Standort) | Kirche St. Peter und Paul | Kirche St. Peter und Paul | 44737/5-2098 Info Katalog | weitere Bilder |

## Krabčice(Krabschitz)
| Lage                | Objekt                                        | Beschreibung                                                                        | ÚSKP-Nr.                  | Bild              |
| ------------------- | --------------------------------------------- | ----------------------------------------------------------------------------------- | ------------------------- | ----------------- |
| Krabčice (Standort) | Evangelische Kirche                           | Evangelische Kirche                                                                 | 16372/5-2100 Info Katalog | weitere Bilder    |
| Rovné 25 (Standort) | Bauernhaus Nr. 25                             | Bauerngehöft in Rovné (Rowney)                                                      | 26095/5-4687 Info Katalog | weitere Bilder    |
| Rovné 24 (Standort) | Bauernhaus Nr. 24                             | Bauerngehöft                                                                        | 31902/5-4688 Info Katalog | weitere Bilder    |
| Rovné (Standort)    | Bauerngehöft Vladimírov (Usedlost Vladimírov) | Bauerngehöft Vladimírov mit skulpturaler Dekoration von František Bílek (1872–1941) | 11087/5-5708 Info Katalog | weitere Bilder    |
| Rovné 47 (Standort) | Bauernhaus Nr. 47                             | Bauerngehöft                                                                        | 18730/5-4690 Info Katalog | weitere Bilder    |
| Rovné 17 (Standort) | Bauernhaus Nr. 17                             | Bauerngehöft                                                                        | 16490/5-4689 Info Katalog | Bauernhaus Nr. 17 |
| Rovné 34 (Standort) | Bauernhaus Nr. 34                             | Bauerngehöft                                                                        | 21848/5-2287 Info Katalog | weitere Bilder    |

## Křesín (Kschesin)
| Lage               | Objekt            | Beschreibung                                 | ÚSKP-Nr.                  | Bild           |
| ------------------ | ----------------- | -------------------------------------------- | ------------------------- | -------------- |
| Křesín (Standort)  | Kirche St. Wenzel | Kirche St. Wenzel                            | 17623/5-2101 Info Katalog | weitere Bilder |
| Křesín (Standort)  | Kruzifix          | Kruzifix                                     | 43775/5-2102 Info Katalog | Kruzifix       |
| Levousy (Standort) | Burgruine Šebín   | Burgruine Šebín (Schebin) in Levousy (Libus) | 14680/5-2036 Info Katalog | weitere Bilder |

## Kyškovice(Kischkowitz)
| Lage                    | Objekt                       | Beschreibung                                                    | ÚSKP-Nr.                  | Bild |
| ----------------------- | ---------------------------- | --------------------------------------------------------------- | ------------------------- | ---- |
| Kyškovice 12 (Standort) | Tor des Bauerngehöfts Nr. 12 | Bauerngehöft mit Tor (nach der Flut nur noch das Tor vorhanden) | 36236/5-4772 Info Katalog | BW   |

## Levín(Lewin)
| Lage               | Objekt              | Beschreibung | ÚSKP-Nr.                  | Bild           |
| ------------------ | ------------------- | --- | ------------------------- | -------------- |
| Levín 1 (Standort) | Altes Rathaus       | Altes Rathaus von 1793 | 14623/5-2113 Info Katalog | weitere Bilder |
| Levín (Standort)   | Burg Levín          | Burgruine Lewin. Burgruine aus der zweiten Hälfte des 13. Jahrhunderts, zerstört in den Hussitenkriegen des 15. Jahrhunderts. Aus dem Mauerwerk wurde 1699 ein Glockenturm erbaut, der 1838 um eine Etage vergrößert wurde.                | 27574/5-2112 Info Katalog | weitere Bilder |
| Levín (Standort)   | Heilig-Kreuz-Kirche | Heilig-Kreuz-Kirche – Barockkirche von 1788 nach einem Entwurf von T. Gruber, 1798 nach einem Brand renoviert. Das kreisförmige Gebäude ist von einer Kuppel mit einer Laterne bedeckt, im Osten befindet sich eine rechteckige Sakristei. | 37324/5-2111 Info Katalog | weitere Bilder |

## Libkovice pod Řípem (Lipkowitz)
| Lage                              | Objekt              | Beschreibung | ÚSKP-Nr.                  | Bild           |
| --------------------------------- | ------------------- | --- | ------------------------- | -------------- |
| Libkovice pod Řípem 34 (Standort) | Bauernhaus Nr. 34   | Bauerngehöft | 38067/5-4587 Info Katalog | weitere Bilder |
| Libkovice pod Řípem 7 (Standort)  | Bauernhaus Nr. 7    | Bauerngehöft | 17497/5-2128 Info Katalog | weitere Bilder |
| Libkovice pod Řípem (Standort)    | Evangelische Kirche | Evangelische Kirche – Basilika von 1855 mit einem Turm. Es die erste evangelische Kirche mit einem Turm und Glocken in Böhmen, ein Beispiel für die Evangelisierung der Gegend um die Mitte des 19. Jahrhunderts in einer verspäteten Reaktion auf das Toleranzpatent. | 50815/5-5893 Info Katalog | weitere Bilder |

## Libochovany(Libochowan)
| Lage                                      | Objekt                                                                                     | Beschreibung | ÚSKP-Nr.                  | Bild           |
| ----------------------------------------- | ------------------------------------------------------------------------------------------ | --- | ------------------------- | -------------- |
| Libochovany 1 (Standort)                  | Schloss Libochovany                                                                        | Schloss Libochowan, im Stil der Spätrenaissance vom Ende des 16. Jahrhunderts, anstelle einer gotischen Festung von 1395. Der Erbauer war Wilhelm Kamaik von Elstiborsch (Vilém Kamýcký ze Lstiboře). Umbau im 17. Jahrhundert durch Johann von Nostitz (Jan Hertvík von Nostice), jetzt in Privatbesitz. | 16815/5-2129 Info Katalog | weitere Bilder |
| Libochovany (Standort)                    | Kirche Mariä Geburt                                                                        | Kirche Mariä Geburt, neugotische Kirche, die 1893–1895 anstelle einer kleinen Holzkirche aus dem 14. Jahrhundert erbaut wurde. Grundriss eines lateinischen Kreuzes mit einem polygonalen Presbyterium und einem Turm. Das Kirchenareal ist von einer Umfassungsmauer umgeben. | 101438 Info Katalog       | weitere Bilder |
| Libochovany, pp. 1363/1 (Standort)        | Mariensäule                                                                                | Mariensäule, kleine polychrome Skulptur auf einer einfachen zylindrischen Säule (1826). Die Statue hat einen deutlich volkstümlichem Charakter. | 52213/5-2130 Info Katalog | Mariensäule    |
| Libochovany, oberhalb der Elbe (Standort) | Slawische Wallburg Hrádek und Dreikreuzberg (Slovanské hradiště Hrádek a Tříkřížkový vrch) | Slawische Wallburg Hrádek und Dreikreuzberg. Befestigte Höhensiedlung, archäologische Spuren. Lage in den Gemarkungen Libochovany und Velké Žernoseky. Urspr. Wallburg in beherrschender Stellung oberhalb der Elbe an der sogenannten Böhmischen Pforte (Porta Bohemica). Die beiden Anlagen, bestehend aus der Burg und einer separaten Akropole (Siedlung), werden mit dem mythischen Areal des Lutschanen-Stammes oder mit der befestigten Siedlung Canburg in Verbindung gebracht. Der Hrádek-Hügel mit dem Kalvarienberg ist von Süden und Westen von der Elbe umgeben, im Osten ist die Festung durch eine steile Schlucht geschützt. Die Akropole befand sich auf dem Dreikreuzberg, wo seit der Neuzeit drei Kreuze (Golgatha) stehen. Der größte Teil der befestigten Siedlung liegt auf dem angrenzenden Hügel Hrádek, der durch eine Schlucht von der Akropole getrennt ist. Die Befestigungen, die aus zwei markanten Steinmauern und Wassergräben bestehen, sind nicht genau datiert, aber das Gebiet war sowohl in der Vorgeschichte als auch im frühen Mittelalter bewohnt. | 43050/5-2430 Info Katalog | weitere Bilder |
| Řepnice 31 (Standort)                     | Ausgedinge und Scheune des Bauernhofs Nr. 31                                               | Bauerngehöft Nr. 31 in Řepnice (Repnitz), davon nur: Ausgedinge und Scheune. Das Gebäude ist ein Überbleibsel eines Bauernhofs, der vor 1843 (kurz nach Beginn des 19. Jahrhunderts) erbaut wurde. Die Art der Bauformen und verwendeten Materialien zeugt von der Zugehörigkeit zur deutschen Besiedlung der nördlichen Teile des Gebietes mit einer fortgeschrittenen Tradition in der Verarbeitung von Holzkonstruktionen. | 40692/5-5942 Info Katalog | BW             |

## Libotenice(Liboteinitz)
| Lage                  | Objekt                                                                         | Beschreibung                                                                                     | ÚSKP-Nr.                  | Bild           |
| --------------------- | ------------------------------------------------------------------------------ | ------------------------------------------------------------------------------------------------ | ------------------------- | -------------- |
| Libotenice (Standort) | Kirche der hl. Katharina von Alexandrien (Kostel svaté Kateřiny Alexandrijské) | Kirche der hl. Katharina von Alexandrien von 1703, dem Architekten Octavio Broggio zugeschrieben | 20236/5-2151 Info Katalog | weitere Bilder |
| Libotenice (Standort) | Kapelle des hl. Isidor (Kaple svatého Isidora)                                 | Kapelle des hl. Isidor aus der ersten Hälfte des 18. Jahrhunderts                                | 18348/5-2152 Info Katalog | weitere Bilder |

## Lkáň(Welkan)
| Lage            | Objekt         | Beschreibung   | ÚSKP-Nr.                  | Bild           |
| --------------- | -------------- | -------------- | ------------------------- | -------------- |
| Lkáň (Standort) | Nischenkapelle | Nischenkapelle | 36482/5-2155 Info Katalog | Nischenkapelle |

## Lovečkovice(Loschowitz)
| Lage                               | Objekt                | Beschreibung | ÚSKP-Nr.                  | Bild                  |
| ---------------------------------- | --------------------- | --- | ------------------------- | --------------------- |
| Lovečkovice 17 (Standort)          | Haus Nr. 17           | Bauerngehöft | 33952/5-2156 Info Katalog | Haus Nr. 17           |
| Lovečkovice 74 (Standort)          | Bauernhaus Nr. 74     | Bauerngehöft, vermutlich vom Ende des 18. Jahrhunderts, mit erhaltenen freistehenden Scheunen. An der reichhaltigen Dekoration der Hauptfassade erkennt man den höheren sozialen Status der Eigentümer. | 105125 Info Katalog       | Bauernhaus Nr. 74     |
| Levínské Petrovice (Standort)      | Kapelle               | Kapelle in Levínské Petrovice (Petrowitz) | 37544/5-2157 Info Katalog | Kapelle               |
| Levínské Petrovice 18 (Standort)   | Haus Nr. 18           | Bauerngehöft | 20863/5-2158 Info Katalog | Haus Nr. 18           |
| Mukařov 65 (Standort)              | Pfarrhaus             | Pfarrhaus in Mukařov (Munker) | 44032/5-5338 Info Katalog | Pfarrhaus             |
| Mukařov, hřbitov (Standort)        | Glockenturm (Zvonice) | Glockenturm, teilweise ruinös | 20086/5-4601 Info Katalog | Glockenturm (Zvonice) |
| Mukařov, bei der Kirche (Standort) | Meilenstein           | Meilenstein | 52554/5-2202 Info Katalog | Meilenstein           |
| Náčkovice (Standort)               | Kapelle               | Kapelle in Náčkovice (Naschowitz) | 28574/5-2203 Info Katalog | Kapelle               |

## Lovosice(Lobositz)
| Lage                                                                           | Objekt                                              | Beschreibung | ÚSKP-Nr.                  | Bild           |
| ------------------------------------------------------------------------------ | --------------------------------------------------- | --- | ------------------------- | -------------- |
| Lovosice (Standort)                                                            | Kirche St. Wenzel                                   | Kirche St. Wenzel – einschiffige Barockkirche, erbaut im zweiten Drittel des 18. Jahrhunderts von Peter Anton Verse, mit fünf barocken Heiligenstatuen, bildet eine Dominante des historischen Stadtzentrums. Der Turm erhebt sich über der reich strukturierten Eingangsfassade, das Innere der Kirche ist mit wertvollen Fresken des hl. Wenzel ausgeschmückt.                     | 34760/5-2159 Info Katalog | weitere Bilder |
| Lovosice 1 (Standort)                                                          | Schloss Lovosice                                    | Schloss Lobositz, ursprünglich ein Renaissance-Schloss, das später im Barockstil umgebaut wurde, wird es durch den kleinen Schlosspark mit zwei Pavillons und ein zweistöckiges Wirtschaftsgebäude ergänzt. Dieses ehemalige Herrenhaus ist eines der städtischen Wahrzeichen. Das zweistöckige Gebäude hat einen U-förmigen Grundriss und einen Haupteingang mit prächtigem Portal. | 31931/5-2160 Info Katalog | weitere Bilder |
| Lovosice, an der Straße nach Lhotka nad Labem (Welhota an der Elbe) (Standort) | Denkmal Josef II.                                   | Denkmal Josef II. Das Steindenkmal erinnert an den Besuch von Kaiser Josef II. im Jahr 1766. | 43776/5-2161 Info Katalog | weitere Bilder |
| Lovosice, Krátká, K. Maličkého (Standort)                                      | Kirche der tschechoslowakischen hussitischen Kirche | Kirche der Tschechoslowakischen hussitischen Kirche. Die ehemalige evangelische Kirche wurde 1905 nach einem Projekt von Paul Lange (1853–1932) aus Leipzig mit einfachen Fassaden erbaut. Das dominierende Element der Kirche ist der hohe Turm. | 104915 Info Katalog       | weitere Bilder |
| Prosmyky (Standort)                                                            | Franziskus-Kapelle (Kaple svatého Františka)        | Franziskus-Kapelle in Prosmyky (Prosmik) von 1762/63 | 28086/5-2236 Info Katalog | weitere Bilder |

## Lukavec(Lukawetz)
| Lage                  | Objekt          | Beschreibung | ÚSKP-Nr.                  | Bild           |
| --------------------- | --------------- | --- | ------------------------- | -------------- |
| Lukavec 24 (Standort) | Schloss Lukavec | Schloss Lukawetz, stammt aus der zweiten Hälfte des 18. Jahrhunderts, ursprünglich gegründet 1543 durch Mikuláš Kuneš. Dreistöckiges Gebäude mit Mansarddach und gemauerten Gauben, Hauptfassade im Erdgeschoss mit spätbarockem Stuckportal. | 25638/5-2167 Info Katalog | weitere Bilder |

## Martiněves (Martinowes)
| Lage                                                 | Objekt                          | Beschreibung | ÚSKP-Nr.                  | Bild           |
| ---------------------------------------------------- | ------------------------------- | --- | ------------------------- | -------------- |
| Martiněves 1 (Standort)                              | Hof Nr. 1                       | Bauerngehöft, im Bereich einer kleinen Feste, die nach 1585 von Ladislaus Popel von Lobkowicz (Ladislav Popel von Lobkovice) erbaut wurde. Ab 1722 im Besitz der Familie Wchinsky von Wchynice (bekannt als Kinsky) wieder aufgebaut. Die Festung wurde nach 1765 aufgegeben und die Herrschaft nach Zlonice verlegt. - Wohngebäude Nr. 1 - Getreidespeicher von 1722 - Umfassungsmauer | 26782/5-2172 Info Katalog | BW             |
| Martiněves (Standort)                                | Kapelle                         | Spätbarocke Backsteinkapelle mit Glockentürmchen (Glockenhäusl) vom Ende des 18. Jahrhunderts, 1908 erneuert. | 15815/5-2171 Info Katalog | weitere Bilder |
| Martiněves (Standort)                                | Büste von Otakar Hostinský      | Denkmal – Büste von Otakar Hostinský. Bronzebüste eines bekannten tschechischen Ästheten und Musiktheoretikers auf einem hohen konischen Granitsockel mit einer Inschrift. Das Denkmal wurde 1909 vom Bildhauer Josef Šejnost (1878–1941) geschaffen. | 28564/5-2169 Info Katalog | weitere Bilder |
| Martiněves (Standort)                                | Bildstock                       | Steinerner Bildstock mit glattem Gesims und einer oberen Nische. Säule mit der Passion Christi (vermutlich spätbarock) und einem pyramidenförmigen Dach mit Steinkreuz. | 33998/5-2170 Info Katalog | weitere Bilder |
| Charvatce (Standort)                                 | Kirche Mariä Himmelfahrt        | Kirche Mariä Himmelfahrt in Charvatce (Charwatz). Kirche mit romanischem Kern, gotischer Bauperiode und barocken Umbauten, außerdem die Barockkapelle der hl. Anna südöstlich der Kirche. | 17225/5-2173 Info Katalog | weitere Bilder |
| Charvatce (Standort)                                 | Friedhofskapelle des hl. Prokop | Friedhofskapelle des hl. Prokop. Das Areal besteht aus einer Reihe von Gebäuden aus dem frühen 20. Jahrhundert. Zu dieser Zeit erhielt der in der ersten Hälfte des 19. Jahrhunderts eröffnete Friedhof die neugotische Kapelle St. Prokop, die im östlichen Teil des Friedhofs liegt und aufgrund ihrer Lage die umgebende Landschaft dominiert. Der Friedhof ist an der Nord-, Ost- und Südseite durch eine Einfriedungsmauer und im Westen durch einen Zaun begrenzt. Einzeldenkmale sind: Friedhofskapelle des hl. Prokop, Leichenhalle und Einfriedung. | 33785/5-2174 Info Katalog | weitere Bilder |
| Charvatce (Standort)                                 | Bildstock                       | Bildstock – Säule mit einer Kruzifixstatue | 22361/5-2175 Info Katalog | Bildstock      |
| Charvatce 1 (Standort)                               | Pfarrhaus                       | Areal des spätbarocken Pfarrhauses mit Wirtschaftsgebäuden, Scheunen, Umfassungsmauern und einem Tor. | 46424/5-2176 Info Katalog | weitere Bilder |
| Charvatce (Standort)                                 | Bildstock                       | Bildstock – spätgotischer Bildstock mit einem zweiteiligen Sockel und einer oberen Nische aus dem 16. Jahrhundert. | 85743/5-2173 Info Katalog | Bildstock      |
| Radešín (Standort)                                   | Nischenkapelle                  | Nischenkapelle in Radešín (Radoschin). Kleine Barockkapelle mit Pilastern in der Nischenwand und einem Segmentgiebel, auf dessen Spitze sich ein dekoratives Eisenkreuz befindet. | 14181/5-2246 Info Katalog | Nischenkapelle |
| Radešín, an der Straße nach Bříza (Birke) (Standort) | Meilenstein                     | Meilenstein – Reste eines Meilensteins aus vier übereinander gestapelten Steinblöcken. | 53765/5-2245 Info Katalog | BW             |

## Mlékojedy(Deutsch Mlikojed)
| Lage                             | Objekt                          | Beschreibung                     | ÚSKP-Nr.                  | Bild                   |
| -------------------------------- | ------------------------------- | -------------------------------- | ------------------------- | ---------------------- |
| Mlékojedy 22 (Standort)          | Kirche St. Martin mit Pfarrhaus | Kirche St. Martin, mit Pfarrhaus | 34187/5-2179 Info Katalog | weitere Bilder         |
| Mlékojedy, bei čp. 77 (Standort) | Statue des hl. Florian          | Statue des hl. Florian           | 21044/5-2182 Info Katalog | Statue des hl. Florian |
| Mlékojedy 29 (Standort)          | Speicher                        | Speicher                         | 20690/5-2183 Info Katalog | Speicher               |

## Mnetěš(Netiesch)
| Lage                 | Objekt                                                            | Beschreibung | ÚSKP-Nr.                  | Bild           |
| -------------------- | ----------------------------------------------------------------- | --- | ------------------------- | -------------- |
| Mnetěš (Standort)    | Georgsrotunde auf dem Berg Říp (Rotunda svatého Jiří s horou Říp) | Kirche des hl. Georg, Rotunde auf dem Berg Říp (Sankt Georgsberg). Die Rotunde auf dem heiligen Berg – eines der ältesten erhaltenen romanischen Gebäude – wurde um 1039 erbaut. Sie wurde 1126 von Soběslav I. erweitert. In den Jahren 1869–1881 wurde sie durch den Einbau des Portals und der Fenster puristisch restauriert, erneute Renovierung im Jahr 2009. | 11772/5-2 Info Katalog    | weitere Bilder |
| Mnetěš 86 (Standort) | Bauernhaus Nr. 86                                                 | Bauerngehöft | 26681/5-4600 Info Katalog | weitere Bilder |

## Nové Dvory(Neuhof)
| Lage                  | Objekt                                              | Beschreibung                                                        | ÚSKP-Nr.                  | Bild           |
| --------------------- | --------------------------------------------------- | ------------------------------------------------------------------- | ------------------------- | -------------- |
| Nové Dvory (Standort) | Bildstock bei Nr. 10                                | Bildstock                                                           | 34353/5-2209 Info Katalog | weitere Bilder |
| Chvalín (Standort)    | Nepomuk-Kapelle (Kaplička svatého Jana Nepomuckého) | Kapelle des hl. Johannes von Nepomuk in Chvalín (Chwallin) von 1725 | 14443/5-2074 Info Katalog | weitere Bilder |

## Ploskovice(Ploschkowitz)
| Lage                                           | Objekt             | Beschreibung | ÚSKP-Nr.                  | Bild              |
| ---------------------------------------------- | ------------------ | --- | ------------------------- | ----------------- |
| Ploskovice, an der Eisenbahnstation (Standort) | Mariensäule        | Mariensäule und zwei Statuen | 43778/5-2216 Info Katalog | Mariensäule       |
| Ploskovice 6 (Standort)                        | Haus Nr. 6         | Bauerngehöft | 43779/5-2217 Info Katalog | Haus Nr. 6        |
| Ploskovice 1 (Standort)                        | Schloss Ploskovice | Schloss Ploschkowitz mit Schlosspark und Wirtschaftsgebäuden. Im 12. Jahrhundert stand hier eine Johanniter-Kommende, die später durch eine gotische Feste ersetzt wurde. Diese wurde im 16. Jahrhundert zu einem Renaissance-Schloss umgebaut. Zwischen den Jahren 1720 und 1730 wurde ein neues Schloss errichtet, vermutlich nach einem Entwurf von Kilian Ignaz Dientzenhofer (1689–1751). Ab 1848 war es die Sommerresidenz von Kaiser Ferdinand I. (1793–1875). Zahlreiche Einzeldenkmale: Schloss, Kolonnade I. und II., Terrasse mit zwei Treppen und Rampe, Terrassenmauer, Park mit Pavillons, Aussichtspavillon, Bassin mit Brunnen und Rest der Orangerie. | 26694/5-2215 Info Katalog | weitere Bilder    |
| Maškovice 1 (Standort)                         | Bauernhaus Nr. 1   | Bauerngehöft in Maškovice (Maschkowitz) | 44736/5-2177 Info Katalog | Bauernhaus Nr. 1  |
| Maškovice 10 (Standort)                        | Bauernhaus Nr. 10  | Bauerngehöft | 32147/5-4598 Info Katalog | Bauernhaus Nr. 10 |
| Maškovice 16 (Standort)                        | Haus Nr. 16        | Bauerngehöft | 22422/5-4599 Info Katalog | Haus Nr. 16       |
| Těchobuzice 16 (Standort)                      | Haus Nr. 16        | Bauerngehöft in Těchobuzice (Techobusitz) | 43294/5-4721 Info Katalog | Haus Nr. 16       |
| Těchobuzice 12 (Standort)                      | Bauernhaus Nr. 12  | Bauerngehöft: Wohnhaus Nr. 12 sowie Ausgedinge. Der Denkmalschutz wurde 2013 aufgehoben. | 43047/5-2220 Info Katalog | weitere Bilder    |
| Těchobuzice 3 (Standort)                       | Haus Nr. 3         | Bauerngehöft | 42308/5-4722 Info Katalog | Haus Nr. 3        |
| Vinné 1 (Standort)                             | Haus Nr. 1         | Bauerngehöft in Vinné (Winney) | 42839/5-2221 Info Katalog | Haus Nr. 1        |

## Podsedice(Podseditz)
| Lage                                                   | Objekt | Beschreibung | ÚSKP-Nr.                  | Bild |
| ------------------------------------------------------ | --- | --- | ------------------------- | --- |
| Podsedice (Standort)                                   | Dreifaltigkeitssäule (Sousoší Nejsvětější Trojice)                                                                     | Dreifaltigkeitssäule | 28410/5-2224 Info Katalog | Dreifaltigkeitssäule (Sousoší Nejsvětější Trojice)                                                                     |
| Podsedice 77 (Standort)                                | Edelsteinschleiferei (Brusírna drahých kamenů)                                                                         | Edelsteinschleiferei, ehemalige Mühle zur Bearbeitung der böhmischen Granate, die hier abgebaut wurden. | 20098/5-2225 Info Katalog | Edelsteinschleiferei (Brusírna drahých kamenů)                                                                         |
| Děkovka (Standort)                                     | Nepomuk-Kapelle (Kaple svatého Jana Nepomuckého)                                                                       | Nepomuk-Kapelle in Děkovka (Diakowa) | 26317/5-2013 Info Katalog | weitere Bilder |
| Děkovka, auf dem Berg Oltářík (Woltarschik) (Standort) | Burg Oltářík (Hrad Oltářík)                                                                                            | Burgruine Oltářík auf dem Berg Oltářík. Eine kleine Burg auf trapezförmigem Grundriss, die 1440–1450 vom hussitischen Heerführer Jakob von Wrzessowitz (Jakoubek z Vřesovic) erbaut, aber bereits 1541 aufgegeben wurde. | 35452/5-2012 Info Katalog | weitere Bilder |
| Chrášťany (Standort)                                   | Nischenkapelle | Nischenkapelle in Chrášťany (Chrastian) | 14611/5-2014 Info Katalog | Nischenkapelle |
| Obřice (Standort)                                      | Bildstock | Bildstock in Obřice (Wobritz) | 42405/5-2226 Info Katalog | Bildstock |
| Pnětluky (Standort)                                    | Schloss Pnětluky | Schloss in Pnětluky (Netluk). Alte Feste aus dem Jahr 1532, das heutige Schloss im Stil des Spätklassizismus stammt vermutlich aus den 1680er Jahren und wurde im 19. Jahrhunderts erneuert.                             | 42410/5-2227 Info Katalog | weitere Bilder |
| Pnětluky (Standort)                                    | Säule mit einer Skulptur deshl. Florian und des hl. Laurentius (Sloup se sousoším svatého Floriána a svatého Vavřince) | Säule mit einer Skulptur deshl. Florian und des hl. Laurentius | 42885/5-2229 Info Katalog | Säule mit einer Skulptur deshl. Florian und des hl. Laurentius (Sloup se sousoším svatého Floriána a svatého Vavřince) |

## Prackovice nad Labem(Praskowitz a.d. Elbe)
| Lage                               | Objekt                                           | Beschreibung                                        | ÚSKP-Nr.                  | Bild             |
| ---------------------------------- | ------------------------------------------------ | --------------------------------------------------- | ------------------------- | ---------------- |
| Prackovice nad Labem (Standort)    | Matthäuskirche                                   | Matthäuskirche, spätgotischer Bau mit Turm von 1870 | 14250/5-2235 Info Katalog | weitere Bilder   |
| Litochovice nad Labem 9 (Standort) | Bauernhaus Nr. 9                                 | Bauerngehöft in Litochovice nad Labem (Lichtowitz)  | 30134/5-2154 Info Katalog | Bauernhaus Nr. 9 |
| Litochovice nad Labem (Standort)   | Nepomuk-Kapelle (Kaple svatého Jana Nepomuckého) | Nepomuk-Kapelle                                     | 37873/5-2153 Info Katalog | weitere Bilder   |

## Přestavlky(Pschestawlk)
| Lage                                                                                         | Objekt    | Beschreibung | ÚSKP-Nr.                  | Bild      |
| -------------------------------------------------------------------------------------------- | --------- | ------------ | ------------------------- | --------- |
| Přestavlky, am Weg nach Budyně nad Ohří, gegenüber Nr. 29 (Standort)                         | Bildstock | Bildstock    | 15147/5-2240 Info Katalog | Bildstock |
| Přestavlky, am Weg nach Budyně nad Ohří, westlich des Dorfes, am Rande des Waldes (Standort) | Bildstock | Bildstock    | 23618/5-2239 Info Katalog | Bildstock |

## Račiněves(Ratschinowes)
| Lage                     | Objekt                              | Beschreibung | ÚSKP-Nr.                  | Bild           |
| ------------------------ | ----------------------------------- | ------------ | ------------------------- | -------------- |
| Račiněves (Standort)     | Galluskirche (Kostel svatého Havla) | Galluskirche | 28108/5-2242 Info Katalog | weitere Bilder |
| Račiněves 121 (Standort) | Haus Nr. 121                        | Bauerngehöft | 36564/5-2243 Info Katalog | Haus Nr. 121   |
| Račiněves (Standort)     | Bildstock                           | Bildstock    | 15479/5-2244 Info Katalog | weitere Bilder |

## Radovesice (Radowesitz b. Libochowitz)
| Lage                                         | Objekt                                                                            | Beschreibung                                | ÚSKP-Nr.                  | Bild                                                                              |
| -------------------------------------------- | --------------------------------------------------------------------------------- | ------------------------------------------- | ------------------------- | --------------------------------------------------------------------------------- |
| Radovesice, nordöstlich des Ortes (Standort) | Wegweiserstein mit hl. Johannes von Nepomuk (Rozcestník svatého Jana Nepomuckého) | Wegweiserstein mit hl. Johannes von Nepomuk | 11495/5-5789 Info Katalog | Wegweiserstein mit hl. Johannes von Nepomuk (Rozcestník svatého Jana Nepomuckého) |
| Radovesice (Standort)                        | Glockenturm                                                                       | Glockenturm                                 | 22448/5-2255 Info Katalog | Glockenturm                                                                       |

## Siřejovice(Schirschowitz)
| Lage                  | Objekt                                 | Beschreibung | ÚSKP-Nr.                  | Bild                                   |
| --------------------- | -------------------------------------- | --- | ------------------------- | -------------------------------------- |
| Siřejovice (Standort) | Kirche des hl. Bartholomäus            | Kirche des hl. Bartholomäus, erbaut 1845, mit massivem mittelalterlichem Turm. Trotz des relativ einfachen Erscheinungsbildes der Fassaden bildet die Kirche ein baulich wichtiges Element des Dorfes und dank des Turms auch eine Dominante in der Landschaft. | 105124 Info Katalog       | weitere Bilder                         |
| Siřejovice (Standort) | Statue der hl. Anna (Socha svaté Anny) | Statue der hl. Anna | 43449/5-2295 Info Katalog | Statue der hl. Anna (Socha svaté Anny) |
| Siřejovice (Standort) | Christus-Statue                        | Christus-Statue | 43198/5-2294 Info Katalog | Christus-Statue                        |
| Siřejovice (Standort) | Windmühle Windsor                      | Windmühle, genannt Windsor | 43236/5-2293 Info Katalog | weitere Bilder                         |

## Slatina pod Hazmburkem(Slatina)
| Lage                                | Objekt                              | Beschreibung                        | ÚSKP-Nr.                  | Bild                |
| ----------------------------------- | ----------------------------------- | ----------------------------------- | ------------------------- | ------------------- |
| Slatina (Standort)                  | Kirche des hl. Johannes von Nepomuk | Kirche des hl. Johannes von Nepomuk | 43380/5-2296 Info Katalog | weitere Bilder      |
| Slatina, u čp. 13 (Standort)        | Scheune bei Nr. 13                  | Scheune                             | 43624/5-2297 Info Katalog | Scheune bei Nr. 13  |
| Slatina, v areálu čp. 15 (Standort) | Speicher bei Nr. 15                 | Speicher                            | 104021 Info Katalog       | Speicher bei Nr. 15 |

## Staňkovice(Stankowitz)
| Lage                     | Objekt                                         | Beschreibung                                                                                | ÚSKP-Nr.                  | Bild           |
| ------------------------ | ---------------------------------------------- | ------------------------------------------------------------------------------------------- | ------------------------- | -------------- |
| Staňkovice (Standort)    | Kapelle des hl. Prokop (Kaple svatého Prokopa) | Kapelle des hl. Prokop                                                                      | 50921/5-5889 Info Katalog | weitere Bilder |
| Staňkovice 31 (Standort) | Wassermühle                                    | Wassermühle mit Wirtschaftsgebäude. Mühle aus dem Jahr 1830, zweistöckiges Fachwerkgebäude. | 42520/5-2315 Info Katalog | Wassermühle    |

## Straškov-Vodochody(Straschkow-Wodochau)
| Lage                | Objekt            | Beschreibung      | ÚSKP-Nr.                  | Bild           |
| ------------------- | ----------------- | ----------------- | ------------------------- | -------------- |
| Straškov (Standort) | Kirche St. Wenzel | Kirche St. Wenzel | 42765/5-2318 Info Katalog | weitere Bilder |

## Sulejovice (Sullowitz)
| Lage                  | Objekt                | Beschreibung          | ÚSKP-Nr.                  | Bild           |
| --------------------- | --------------------- | --------------------- | ------------------------- | -------------- |
| Sulejovice (Standort) | Dreifaltigkeitskirche | Dreifaltigkeitskirche | 16905/5-2325 Info Katalog | weitere Bilder |

## Travčice(Trabschitz)
| Lage                              | Objekt                      | Beschreibung | ÚSKP-Nr.                  | Bild                        |
| --------------------------------- | --------------------------- | ------------ | ------------------------- | --------------------------- |
| Travčice 52 (Standort)            | Wächterhaus (Strážní domek) | Wächterhaus  | 43490/5-2366 Info Katalog | Wächterhaus (Strážní domek) |
| Travčice, am Dorfplatz (Standort) | Kapelle                     | Kapelle      | 42456/5-2367 Info Katalog | Kapelle                     |

## Trnovany(Trnowan)
| Lage                   | Objekt            | Beschreibung                      | ÚSKP-Nr.                  | Bild              |
| ---------------------- | ----------------- | --------------------------------- | ------------------------- | ----------------- |
| Trnovany 18 (Standort) | Bauernhaus Nr. 18 | Bauerngehöft                      | 37474/5-2369 Info Katalog | Bauernhaus Nr. 18 |
| Trnovany 22 (Standort) | Bauernhaus Nr. 22 | Bauerngehöft                      | 21208/5-4726 Info Katalog | Bauernhaus Nr. 22 |
| Podviní 23 (Standort)  | Haus Nr. 23       | Bauerngehöft in Podviní (Podiwin) | 44053/5-5360 Info Katalog | Haus Nr. 23       |

## Třebívlice(Trieblitz)
| Lage                                                                                  | Objekt                                                               | Beschreibung | ÚSKP-Nr.                  | Bild                         |
| ------------------------------------------------------------------------------------- | -------------------------------------------------------------------- | --- | ------------------------- | ---------------------------- |
| Třebívlice, Komenského náměstí (Standort)                                             | Kirche St. Wenzel                                                    | Kirche St. Wenzel – einschiffige Barockkirche mit rechteckigem Kirchenschiff und schmalerem Presbyterium sowie einem massiven Turm an der Westseite. Die einfache Fassade wird durch Lisenen und einzelne Öffnungen gegliedert. Das Grab von Ulrike von Levetzow befindet sich auf dem Friedhof an der Kirche. Der urspr. Denkmaltext erwähnt eine Statue des hl. Alois und Grabsteine. | 43491/5-2380 Info Katalog | weitere Bilder               |
| Třebívlice, Komenského náměstí 77 (Standort)                                          | Pfarrhaus                                                            | barockes Pfarrhaus mit Walmdach von 1778 – zweistöckiges Gebäude mit Lisenen und einem Wappen, umgeben von einer Umfassungsmauer. Es bildet zusammen mit der Kirche einen bedeutenden Teil der historischen Entwicklung des Dorfes. | 43683/5-2381 Info Katalog | Pfarrhaus                    |
| Třebívlice, Komenského náměstí, Masarykova, U Zámku, nároží u budovy zámku (Standort) | Kapelle mit Nepomukstatue (Kaple se sochou svatého Jana Nepomuckého) | Nischenkapelle mit Pilastern, einem dreieckigen Giebel und der Nepomukstatue von 1713, mit einer Steinbalustrade. Sie bildet ein wichtiges Element des Dorfzentrums. | 42663/5-4728 Info Katalog | weitere Bilder               |
| Třebívlice, U Zámku 7, Masarykova (Standort)                                          | Schloss Třebívlice                                                   | Schloss Trieblitz. Das Schloss mit einem englischen Park bildet einen wichtigen Teil des historischen Dorfkerns. Einfaches Schlossgebäude mit Pilastern und Türzargen im Erdgeschoss, in dem Ulrike von Levetzow gelebt hat, sie ist in Třebívlice begraben. Im ursprünglichen Denkmaltext wurde auch ein Gartenhaus erwähnt. Die Räumlichkeiten des Schlosses wurden den Bedürfnissen des Kindersanatoriums und seit 1920 der (noch heute vorhandenen) Schule angepasst. Im frei zugänglichen Park steht ein Pavillon mit einer Ausstellung über Ulrike von Levetzow. | 42448/5-2382 Info Katalog | weitere Bilder               |
| Třebívlice, Husova, östlich von Nr. 67 (Standort)                                     | Synagoge                                                             | Neoromanische Synagoge, erbaut 1860 anstelle einer früheren hölzernen Synagoge. Sie wurde nach 1924 an die Tschechoslowakische Hussitische Kirche verkauft und in eine christliche Kirche umgewandelt. Einzeldenkmale sind: - Gebetsraum, auf der Rückseite des ehemaligen Weinguts Nr. 67 - nördliche Einfriedung mit einem Tor - südliche Einfriedung | 106355 Info Katalog       | weitere Bilder               |
| Třebívlice, Granátka u če. 21, pp. 253 (Standort)                                     | Statue des hl. Nikolaus (Socha svatého Mikuláše)                     | Statue des hl. Nikolaus – hochwertige Barockstatue mit Datierung und Allianzwappen aus dem Jahr 1738. | 42968/5-2383 Info Katalog | weitere Bilder               |
| Blešno (Standort)                                                                     | Laurentius-Statue                                                    | Laurentius-Statue in Blešno (Plöschen) – lebensgroße weiß getünchte Steinstatue aus der ersten Hälfte des 18. Jahrhunderts auf glattem Sockel mit angrenzendem heraldischen Teil, auf dem die Figur des Heiligen im typischen Priesterkleid mit einem Gitter auf der rechten Seite steht. Der ursprüngliche Denkmaltext erwähnt gibt das Jahr 1700 an. | 19548/5-2011 Info Katalog | Laurentius-Statue            |
| Staré, am Feuerwehrdepot, gegenüber Nr. 9 (Standort)                                  | Pietà-Skulptur (Socha Pieta)                                         | Pietà-Skulptur in Staré (Starrey) – lebensgroße Skulptur der Jungfrau Maria mit dem toten Christus auf dem Schoß im klassischen ikonografischen Stil, wurde 1894 auf Kosten des Dorfes Staré geschaffen. Der Bildhauer ist laut Inschrift auf dem Sockel und der Widmungstafel Josef Pátek aus Libochovice. | 102419 Info Katalog       | Pietà-Skulptur (Socha Pieta) |

## Úpohlavy(Opolau)
| Lage                | Objekt  | Beschreibung | ÚSKP-Nr.                  | Bild    |
| ------------------- | ------- | ------------ | ------------------------- | ------- |
| Úpohlavy (Standort) | Kapelle | Kapelle      | 43231/5-2402 Info Katalog | Kapelle |

## Vědomice(Wiedomitz)
| Lage                    | Objekt                     | Beschreibung | ÚSKP-Nr.                  | Bild                       |
| ----------------------- | -------------------------- | --- | ------------------------- | -------------------------- |
| Vědomice 12 (Standort)  | Meierhof (Poplužní statek) | Landwirtschaftlicher Hof – Meierhof | 43355/5-2423 Info Katalog | Meierhof (Poplužní statek) |
| Vědomice 118 (Standort) | Schiffswerft (Loděnice)    | Schiffswerft von 1922. Werft Das Gebäude der Werft wurde 1922 erbaut. Gebäude mit bedeutenden Elementen des Funktionalismus, einschl. technischer Geräte für den Schiffsbau. | 105091 Info Katalog       | Schiffswerft (Loděnice)    |

## Velké Žernoseky(Groß Tschernosek)
| Lage                          | Objekt                  | Beschreibung | ÚSKP-Nr.                  | Bild           |
| ----------------------------- | ----------------------- | --- | ------------------------- | -------------- |
| Velké Žernoseky (Standort)    | Vier Weinberghäuser     | Gruppe von vier Weinberghäusern im Weinberg | 42532/5-2431 Info Katalog | weitere Bilder |
| Velké Žernoseky 1 (Standort)  | Schloss Velké Žernoseky | Schloss Groß Tschernosek. Die Basis des Gebiets ist ein frühbarockes Schloss, das Ende des 18. Jahrhunderts vergrößert und für die Weinproduktion gebaut wurde. Unterhalb des Schlosses befinden sich Weinbergkeller, deren Bau mindestens aus dem 13. Jahrhundert stammt. Das von Giulio Broggio (1628–1718) erbaute frühbarocke Schloss wurde Ende des 18. Jahrhunderts um zwei symmetrische Flügel mit Mansarddächern im Kreuzplan erweitert, mit Weinkellern aus dem 13. Jahrhundert im Schloss. Über dem Eingangsportal des Mittelrisalits mit Dreiecksgiebel befindet sich das Wappen der Nostitz. Die Weinbautradition des Prämonstratenserordens reicht bis ins 12. Jahrhundert zurück. | 42543/5-2429 Info Katalog | weitere Bilder |
| Velké Žernoseky 10 (Standort) | Schmiede                | Schmiede | 43474/5-2432 Info Katalog | Schmiede       |
| Velké Žernoseky (Standort)    | Kirche St. Nikolaus     | Kirche St. Nikolaus, gotische Kirche aus dem 16. Jahrhundert | 43591/5-2428 Info Katalog | weitere Bilder |

## Vchynice(Wchinitz)
| Lage                | Objekt                | Beschreibung          | ÚSKP-Nr.                  | Bild                  |
| ------------------- | --------------------- | --------------------- | ------------------------- | --------------------- |
| Vchynice (Standort) | Kapelle               | Kapelle               | 33013/5-2435 Info Katalog | Kapelle               |
| Vchynice (Standort) | Statue des hl. Wenzel | Statue des hl. Wenzel | 28709/5-2436 Info Katalog | Statue des hl. Wenzel |

## Vlastislav(Watislaw)
| Lage                              | Objekt                                   | Beschreibung | ÚSKP-Nr.                  | Bild                           |
| --------------------------------- | ---------------------------------------- | --- | ------------------------- | ------------------------------ |
| Vlastislav 9 (Standort)           | Burg Skalka                              | Burg und Schloss Skalka. Turm einer Burg vom Typ Bergfried, die erstmals 1357 erwähnt wurde, seit 1414 den Herren von Sulevice und seit 1578 Hrzánová von Harasov gehörte. Im Jahr 1639 wurde die Burg zerstört und Mitte des 17. Jahrhunderts in unmittelbarer Nähe ein Schloss errichtet, als Autor wird Antonio della Porta vermutet. | 42770/5-2439 Info Katalog | weitere Bilder                 |
| Vlastislav (Standort)             | Kapelle                                  | Kapelle | 42546/5-2437 Info Katalog | Kapelle                        |
| Vlastislav, am Brunnen (Standort) | Kapelle                                  | Kapelle | 43265/5-2440 Info Katalog | weitere Bilder                 |
| Vlastislav, beim Dorf (Standort)  | Slawischer Burgwall (Slovanské hradiště) | Befestigte Höhensiedlung – slawischer Burgwall, archäologische Spuren | 43054/5-2438 Info Katalog | weitere Bilder                 |
| Vlastislav 6 (Standort)           | Wassermühle                              | Wassermühle | 43510/5-2441 Info Katalog | Wassermühle                    |
| Vlastislav, Chrastná (Standort)   | Pietà-Skulptur (Sousoší Piety)           | Pietà-Skulptur | 50951/5-5894 Info Katalog | Pietà-Skulptur (Sousoší Piety) |

## Vražkov(Wraschkow)
| Lage                             | Objekt  | Beschreibung | ÚSKP-Nr.                  | Bild           |
| -------------------------------- | ------- | ------------ | ------------------------- | -------------- |
| Vražkov, am Dorfplatz (Standort) | Kapelle | Kapelle      | 43576/5-2444 Info Katalog | weitere Bilder |

## Vrbice(Wrbitz)
| Lage                               | Objekt                                   | Beschreibung | ÚSKP-Nr.                  | Bild               |
| ---------------------------------- | ---------------------------------------- | --- | ------------------------- | ------------------ |
| Vrbice (Standort)                  | Florianskapelle (Kaple svatého Floriána) | Florianskapelle | 42584/5-2445 Info Katalog | weitere Bilder     |
| Vrbice 2 (Standort)                | Bauernhaus Nr. 2                         | Bauerngehöft, davon nur: Wirtschaftsgebäude und Scheune | 43088/5-2446 Info Katalog | Bauernhaus Nr. 2   |
| Vrbice, Hlavní 50 (Standort)       | Bauernhaus Nr. 50                        | Bauerngehöft | 42776/5-4735 Info Katalog | Bauernhaus Nr. 50  |
| Mastířovice (Standort)             | Kapelle                                  | Kapelle in Mastířovice (Mastirowitz) | 27143/5-2447 Info Katalog | weitere Bilder     |
| Mastířovice, Štětská 4 (Standort)  | Bauernhaus Nr. 4                         | Bauerngehöft | 24376/5-2448 Info Katalog | Bauernhaus Nr. 4   |
| Mastířovice 11 (Standort)          | Wassermühle Nr. 11                       | Wassermühle, ruinös | 53171/5-2450 Info Katalog | Wassermühle Nr. 11 |
| Mastířovice, Štětská 23 (Standort) | Haus Nr. 23                              | Bauerngehöft | 21616/5-2449 Info Katalog | Haus Nr. 23        |
| Vetlá (Standort)                   | Pfarrkirche St. Jakobus der Ältere       | Pfarrkirche St. Jakobus der Ältere in Vetlá (Wettel), erstmals 1334 erwähnt, stammt vermutlich aus dem zweiten Drittel des 12. Jahrhunderts. Kirchenschiff und Presbyterium wurden um 1390 neugebaut, im 18. Jahrhundert Umbau im Barockstil. | 43225/5-2451 Info Katalog | weitere Bilder     |
| Vetlá, K Sovici 27 (Standort)      | Bauernhaus Nr. 27                        | Bauerngehöft | 42423/5-2453 Info Katalog | BW                 |

## Vrbičany (Worwitschan)
| Lage                  | Objekt           | Beschreibung | ÚSKP-Nr.                  | Bild           |
| --------------------- | ---------------- | --- | ------------------------- | -------------- |
| Vrbičany (Standort)   | Glockenturm      | Glockenturm | 42954/5-2456 Info Katalog | Glockenturm    |
| Vrbičany (Standort)   | Kapelle          | Kapelle | 42441/5-2455 Info Katalog | Kapelle        |
| Vrbičany 1 (Standort) | Schloss Vrbičany | Schloss Worwitschan – zweistöckiges Schloss, erbaut 1786–1789, Umbau in den 1880er Jahren. Das Schloss besitzt einen kleinen englischen Park. | 43454/5-2454 Info Katalog | weitere Bilder |

## Vrutice (Webrutz)
| Lage                                        | Objekt                                                                  | Beschreibung                             | ÚSKP-Nr.                  | Bild              |
| ------------------------------------------- | ----------------------------------------------------------------------- | ---------------------------------------- | ------------------------- | ----------------- |
| Vrutice 24 (Standort)                       | Haus Nr. 24                                                             | Bauerngehöft                             | 43673/5-2458 Info Katalog | Haus Nr. 24       |
| Vrutice (Standort)                          | Statue des hl. Florian                                                  | Statue des hl. Florian                   | 11292/5-5757 Info Katalog | BW                |
| Vrutice (Standort)                          | Kapelle des hl. Antonius von Padua (Kaple svatého Antonína Paduánského) | Kapelle des hl. Antonius von Padua       | 102271 Info Katalog       | weitere Bilder    |
| Svařenice 3 (Standort)                      | Bauernhaus Nr. 3                                                        | Bauerngehöft in Svařenice (Schwarzenitz) | 42557/5-2327 Info Katalog | Bauernhaus Nr. 3  |
| Svařenice 12, im nördlichen Teil (Standort) | Bauernhaus Nr. 12                                                       | Bauerngehöft                             | 49634/5-5829 Info Katalog | Bauernhaus Nr. 12 |
| Svařenice (Standort)                        | Kapelle des hl. Wenzel und Martin (Kaple svatých Václava a Martina)     | Kapelle des hl. Wenzel und Martin        | 42320/5-2326 Info Katalog | weitere Bilder    |

## Žabovřesky nad Ohří(Schaborschesk)
| Lage                           | Objekt  | Beschreibung | ÚSKP-Nr.                  | Bild           |
| ------------------------------ | ------- | ------------ | ------------------------- | -------------- |
| Žabovřesky nad Ohří (Standort) | Kapelle | Kapelle      | 26065/5-2470 Info Katalog | weitere Bilder |

## Židovice(Schidowitz)
| Lage                | Objekt    | Beschreibung | ÚSKP-Nr.                  | Bild      |
| ------------------- | --------- | ------------ | ------------------------- | --------- |
| Židovice (Standort) | Bildstock | Bildstock    | 28837/5-2472 Info Katalog | Bildstock |